# Llambi Blido
Llambi Blido (ur. 5 maja 1939 w Strumie) – albański malarz, pisarz i tłumacz.

## Życiorys
Początkowo studiował grafikę w Instytucie Malarstwa, Rzeźby i Architektury im. Ilii Riepina w Leningradzie, jednak z powodów kryzysu w stosunkach albańsko-radzieckich, przerwał studia. W 1965 roku ukończył studia malarskie na Uniwersytecie Sztuk w Tiranie.
W latach 1960–1980 był publicystą w czasopismach Fatosi i Pionieri, będące przeznaczone dla dzieci. Publikował też rysunki satyryczne w prasie radzieckiej, albańskiej i chińskiej.
Pracował również jako nauczyciel w liceum artystycznym Jordan Misja w Tiranie w latach 1975-1987, a w latach 1988-1991 był inspektorem ds. Sztuk Pięknych w albańskim Ministerstwie Kultury i Sztuki.
W 1993 roku ukazało się wykonane przez Llambiego Blidę tłumaczenie z języka rosyjskiego na albański książki Więzienie Georgesa Simenona.
Na początku lat 2000. stracił wzrok z powodu jaskry.

## Wybrane obrazy[1]
- Mëngjes naftëtari (1966)
- Në korridorin e shkollës (1966)
- Këngë e re – Jehonë e lashtë (1976)
- Trëndafilat e kuq (1978)
- Hysni Kapo (1981)

## Książki
- Shënime për pikturën dhe skulpturën (1987)[1][2]